# 134号联邦公路
134号联邦公路（西班牙語：Carretera Federal 134），又称瑙卡尔潘 - 托卢卡公路（西班牙語：Carretera Naucalpan - Toluca）、托卢卡 - 阿尔塔米拉诺城公路（西班牙語：Carretera Toluca - Cd. Altamirano）或阿尔塔米拉诺城 - 锡瓦塔内霍公路（西班牙語：Carretera Cd. Altamirano - Zihuatanejo），是墨西哥境内的一条公路，起自该国中部墨西哥州瑙卡尔潘市，途径米却肯州及格雷罗州，抵达太平洋沿岸的著名旅游城市锡瓦塔内霍，全长约466.66公里。

## 分段
根据墨西哥交通部及联邦道路桥梁管理局发布的《墨西哥公路数据报告（2020年版）》，该公路分为3个区段，各区段独立进行里程计算：
1）瑙卡尔潘-托卢卡段，全长63.3公里；
2）托卢卡-阿尔塔米拉诺城段，全长216公里；
3）阿尔塔米拉诺城-锡瓦塔内霍段，全长187.36公里。
134号联邦公路为一条非连续性的公路，其在托卢卡境内的两段由市政道路连接，但连接道路不属于本公路的一部分。

## 走向

### 瑙卡尔潘-托卢卡段
134号联邦公路起自墨西哥州瑙卡尔潘市境内曼努埃尔·卡马乔大道（墨西哥城外环路）与五月一日大道互通处，向西至古斯塔沃·巴兹·普拉达大道交汇口，市政道路名称变为路易斯·多纳尔多·科洛西奥大道。公路向西南穿越人口稠密的城镇区域，与57D号联邦公路以查玛帕立交桥互通，随后穿越拉斯克鲁斯山，途径圣弗朗西斯科-奇玛尔帕镇等地后至霍纳卡特兰镇进入托卢卡谷地。在此段，该公路先后与36号州级公路、6D号州际公路及机场大道交汇，至艾尔弗雷多·德尔玛索立交桥处与55号联邦公路互通，本段结束。公路继续向前的区段成为托卢卡市市政道路的一部分。

### 托卢卡-阿尔塔米拉诺城段
本段起自托卢卡市内托尤坎大道与克里斯托巴尔·哥伦布大道交汇处，向南至卡普尔蒂特兰镇北侧转向西，此段又称太平洋大道；公路转向西南进入山区，沿线途径特马斯卡尔特佩克、特胡皮尔科等主要市镇，并先后与10号州级公路、巴耶·德布拉沃公路、50号州级公路及2号州级公路等道路相汇，在贝胡科斯镇处进入格雷罗州，转向南穿越库查玛拉镇入米却肯州辖境，前行约9公里后跨库查玛拉河再次回到格雷罗州境内，抵达阿尔塔米拉诺城。

### 阿尔塔米拉诺城-锡瓦塔内霍段
在阿尔塔米拉诺城及科尤卡-德卡塔兰两地，该公路的市政道路名称为拉萨罗·卡德纳斯大道，其间以米格尔·阿雷曼大桥跨越巴尔萨斯河；自科尤卡-德卡塔兰以下，公路进入人烟稀少的南玛德雷山区，向西南方向蜿蜒前行180公里后，在圣何塞-伊斯塔帕镇北侧汇入200号联邦公路。